# Armeniakon
Armeniakon je název jednoho z nejstarších themat Byzantské říše. Rozkládalo se na východě Malé Asie od Kappadokie až k pobřeží Černého moře.
Vznik Armeniakonu bývá zařazován do roku 627, ovšem s jistotou je doložen až k roku 667. Pro svoji polohu je považováno za jedno z nejvýznamnějších themat. Na jeho území bylo vystavěno 17 pevností a místní strategos velel 9 000 mužům. S platem 40 liber zlata se pak řadil k největším v říši. Místní jednotky také zasahovaly do vnitřně-politických záležitostí Byzance – podporovaly např. uzurpaci trůnu Leonem III. a Artabasdou nebo stály na straně Michaela II. proti Tomáši Slovanovi. V 9. a 10. století pak docházelo k postupnému oddělování území od Armeniakonu a vznikla tak nová themata – Charsianon, Kappadokie a Chaldia.